# Achnophora
Achnophora is een geslacht van planten uit de composietenfamilie (Asteraceae). Het geslacht telt slechts een soort die endemisch is op Kangaroo Island in Zuid-Australië.

## Soorten
- Achnophora tatei F.Muell.